# 태평천하 (1992년 드라마)
《태평천하》는 1992년 4월 8일부터 1992년 11월 11일까지 방영된 MBC 코미디 드라마로, 기존 콩트식 TV 코미디에서 탈피하여 탤런트와 코미디언이 함께 출연하여 정통 연기를 선보인 첫 시도였다.
한편, 이 드라마는 출연진 중의 한 명인 탤런트 임현식이 1992년 6월 1일 음주운전 사고를 내고 구속됐다가 같은 달 5일 3천만원의 합의금을 낸 뒤 불구속 처리됐음에도 반성의 시간조차 갖지 않은 채 해당 드라마에 계속 출연하여 따끔한 눈초리를 샀다.
게다가, 코미디도 아니고 드라마도 아닌 모호한 내용으로 표류하여 결국 1992년 가을개편에 맞춰 막을 내려야 했다.

## 등장 인물
- 서승만
- 임현식
- 이경실
- 전유성
- 김보화
- 장연식
- 이경아
- 배일집
- 신신애
- 배연정